# Laagpakket van Schimmert

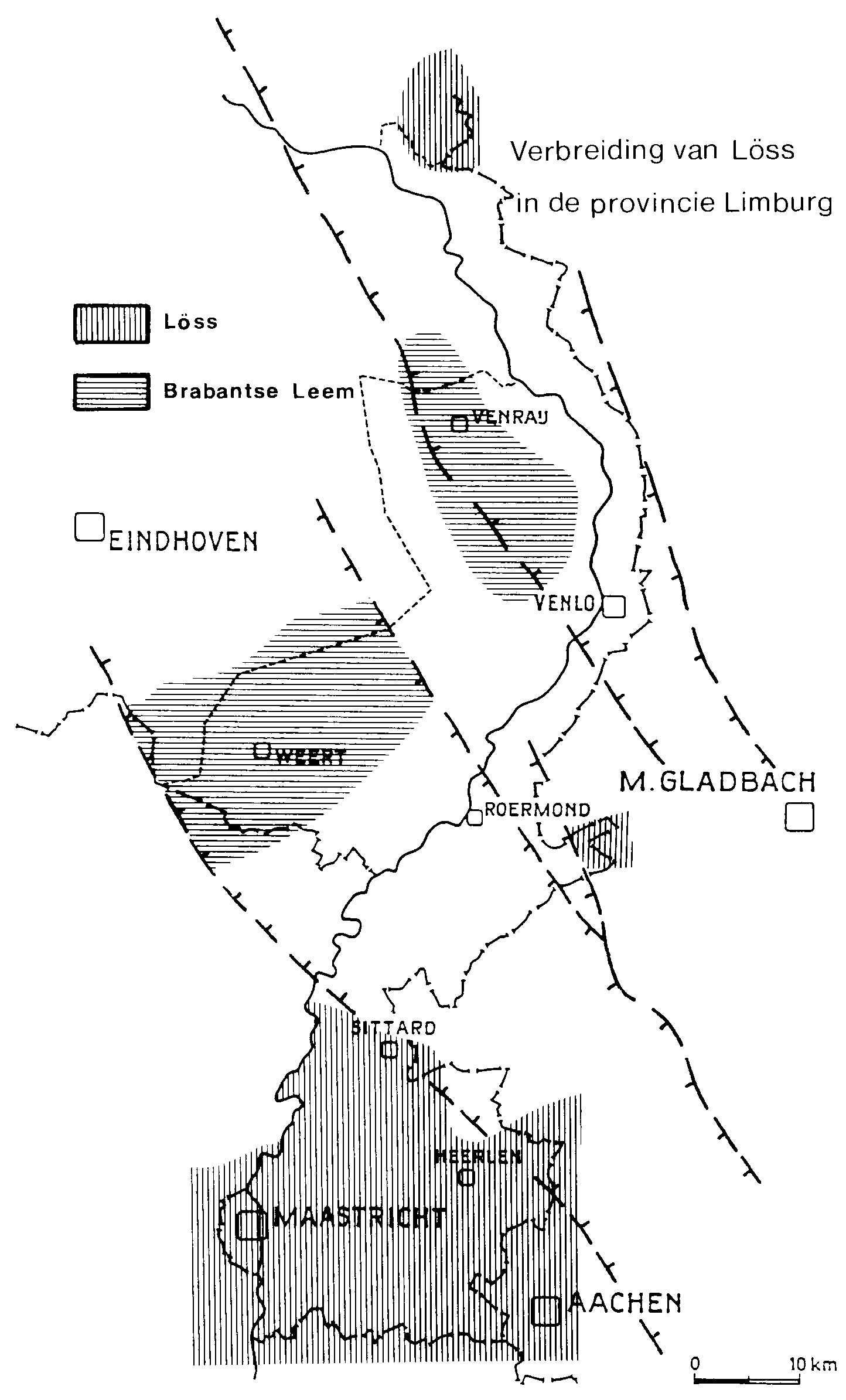
Verspreiding van löss (en Brabantse leem) in de provincie Limburg

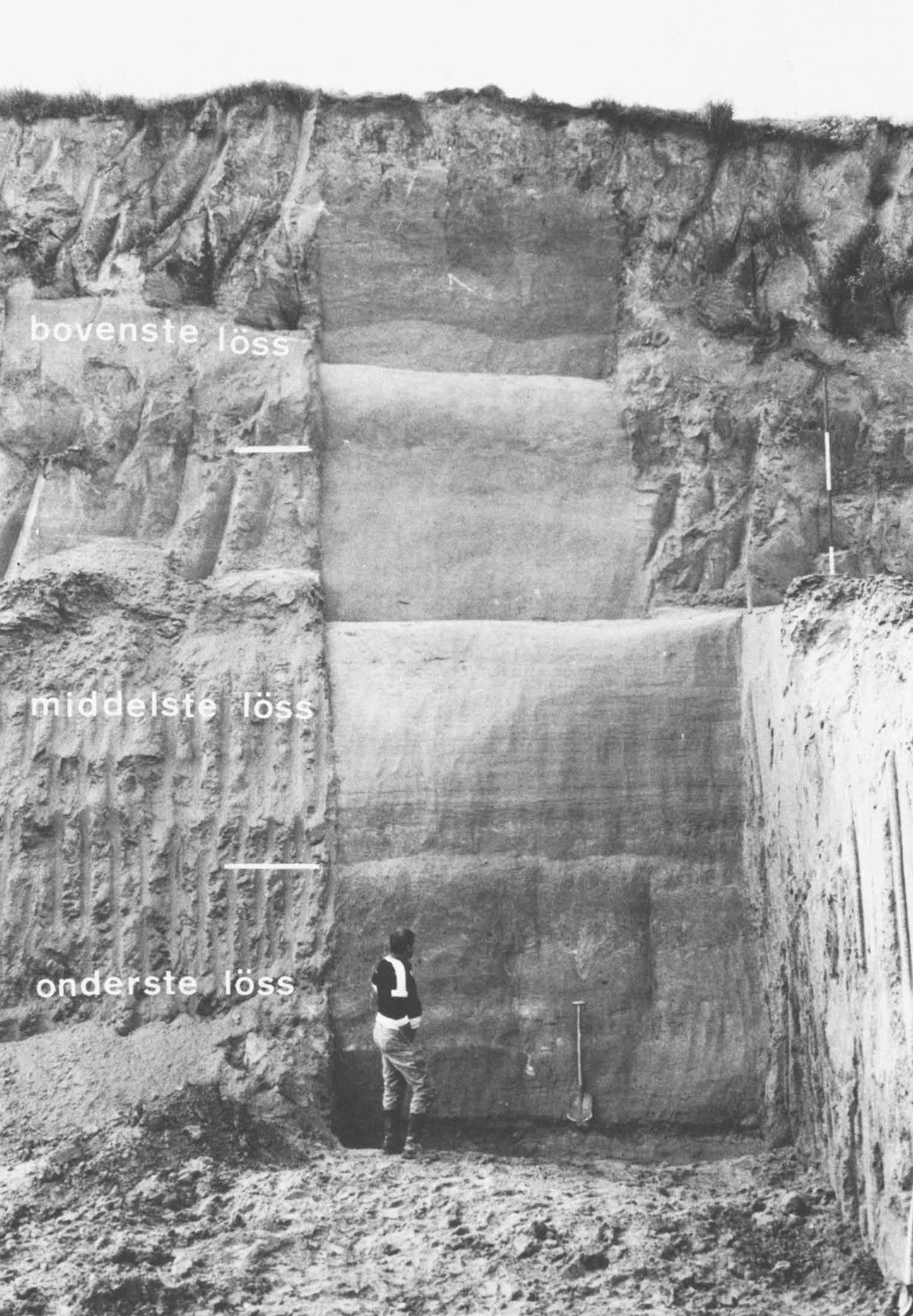
Een circa 11 meter dik pakket löss op Vroeg-Pleistocene afzettingen van de Maas in de Groeve Nagelbeek

Het Laagpakket van Schimmert, ook aangeduid als de Afzettingen van Schimmert, is een afzetting uit de Formatie van Boxtel in de Boven-Noordzee Groep. Het laagpakket werd eolisch afgezet in het late Midden-Pleistoceen (Saalien) tot in het Laat Pleistoceen (Weichselien).
De afzetting is vernoemd naar het dorp Schimmert.

## Geschiedenis
Gedurende het Pleistoceen zijn er koude periodes geweest (ijstijden) waarin grote delen van het noordelijk halfrond onbegroeid of bezaten slechts een spaarzame begroeiing. In deze kale gebieden had de wind vrij spel, zand en fijne stofdeeltjes werden in de lucht opgenomen en over kleine of grote afstand verplaatst. Bij het afnemen van de wind vielen de zandkorrels weer snel terug naar het aardoppervlak. De fijne bestanddelen bleven lange tijd in de lucht alvorens ze al dan niet met behulp van regen en sneeuw uiteindelijk ook weer terug kwamen op het aardoppervlak. Daar waar dit stof in de spaarzame begroeiing werd opgevangen bleef het liggen, beschermd tegen regen en wind. Laagje voor laagje werd zodoende het hele lösspakket opgebouwd. De grotere bestanddelen werden minder ver verspreid en bleven noordelijker liggen als het Laagpakket van Liempde.

## Gebied
Het lösspakket van het Laagpakket van Schimmert is afgezet in Zuid-Limburg aan aangrenzend gebied van België en Duitsland en lokaal aan de rand van de Veluwe. Het Zuid-Limburgse lössgebied is geen op zichzelf staand gebied, maar een onderdeel van een lössgebied dat zich uitstrekt vanuit Frankrijk, over België tot ver in het Rijnland. In Zuid-Limburg bedraagt de gemiddelde dikte circa vijf meter. Plaatselijk bereikt de löss een dikte van meer dan 20 meter. Vooral rond Schimmert en op de oostelijke Maasdalhelling, ten zuiden van Meerssen, komt een zeer dik lösspakket voor. In Zuid-Limburg bevindt zich maar één gebied waar geen of slechts zeer weinig löss voorkomt. Dat is het centrale deel van de Brunssummerheide. Op al de andere plaatsen is in elk geval löss aanwezig geweest. Als gevolg van erosie is de löss plaatselijk geheel of gedeeltelijk verdwenen.

## Soorten löss
De löss in Zuid-Limburg wordt in drie soorten verdeeld:
- De Onderste Löss is vrijwel altijd sterk verweerd. Alleen in grote uitzonderingen komt daarin nog wat kalk voor. In deze löss bevinden zich op veel plaatsen duidelijk ontwikkelde fossiele bodemprofielen.
- De Middelste Löss is zeer complex opgebouwd. Naast kalkloze en kalkarme lossen komt er ook kalkrijke löss in voor. Niet zelden vindt men in de Middelste Löss fossiele slakkenhuisjes. In de Middelste Löss komen eveneens meer of minder duidelijk ontwikkelde fossiele bodemprofielen voor.
- De Bovenste Löss bestaat slechts uit één pakket en heeft de grootste verbreiding. Vrijwel alle löss aan de oppervlakte is Bovenste Löss. Daar waar de Bovenste Löss minder dan 3 meter dik is bevat deze meestal geen kalk meer. Als gevolg van de vorming van een bodemprofiel is de kalk dan opgelost. Daar waar de Bovenste Löss meer dan 3 meter dik is, bestaat de diepere löss uit kalkhoudende löss. Plaatselijk is een deel van het bodemprofiel door erosie verdwenen en komt kalkhoudende Bovenste Löss aan de oppervlakte.

## Afzettingen
Het Laagpakket van Schimmert bestaat uit löss die eolisch is afgezet: een donkerbruine tot geelbruine leem met een kwartspercentage van 75% dat in Limburg veelal een kalkarm onderste deel en kalkrijker bovenste deel heeft.
Het laagpakket is in grofweg de zuidelijke helft van Zuid-Limburg vaak afgezet op Maasgrind en -zand uit de Formatie van Beegden en op kalksteen uit de Krijtkalk Groep.